# 長身長鬚𱆥
長身長鬚鿕（学名：Esomus longimanus）为輻鰭魚綱鯉形目鲤科的其中一種，分布於亞洲湄公河、湄南河及薩爾溫江流域，體長可達8公分。

## 扩展阅读
維基物種上的相關：長身長鬚鿕